# 平安座

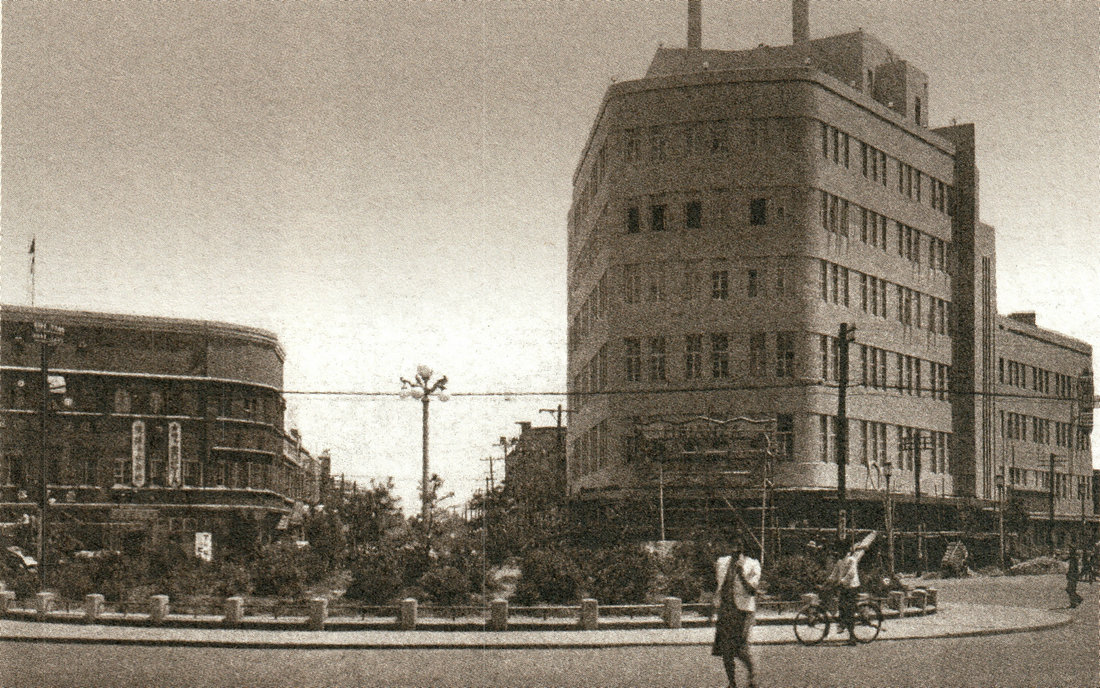
满洲国时期的平安座

平安座是曾位于满洲国奉天市的戏院。戏院大楼现址位于中国辽宁省沈阳市和平区民主路260号，为沈阳市文化宫使用。大楼现以平安座旧址之名列为沈阳市文物保护单位。

## 历史
平安座建筑落成后被用于专门放映日本电影，是当时奉天市规模最大、设施最先进的戏院之一。1948年11月，平安座大楼由苏联侨民会接管并更名为宏大电影院。1949年1月26日，大楼承办了全国政协筹备会议。1951年3月，宏大电影院由沈阳市总工会接管并更名为沈阳工人俱乐部。1956年，大楼由新成立的沈阳市文化宫使用。

## 建筑
平安座建筑于1940年12月竣工，在竣工时为奉天市最高的建筑物。大楼外部呈军舰式造型外墙勒脚为花岗岩石板，一层贴有天然大理石，二层以上为墨绿色马赛克贴面。大楼占地面积约1700平方米，地上7层，地下1层，钢筋混凝土框架结构，空心砖围护墙。大楼建筑面积9610平方米，剧场面积5190平方米，有坐席1704个。